# Spartaco Conversi
Spartaco Conversi, né à Rome le 6 octobre 1916, mort dans la même ville le 7 juin 1989, est un acteur italien. 

## Biographie
La première contribution de Spartaco Conversi au cinéma date de 1946 dans La Proie du désir (Desiderio) de Roberto Rossellini. Dans les années, 1950, il joue dans des films d'aventure. Dans les années 1960, il apparaît dans beaucoup de productions, et spécialement des westerns spaghetti. Il semble avoir été engagé en particulier pour sa silhouette, en plus de ses qualités d'acteur, dans des seconds rôles. Il termine sa carrière en 1973. L'un de ses pseudonymes était Spean Convery, qui renvoie à Sean Connery.

## Filmographie partielle
- 1946 : La Proie du désir (Desiderio) de Roberto Rossellini
- 1965 : Les Sept Colts du tonnerre (Sette magnifiche pistole) de Romolo Guerrieri : Brett Colton
- 1965 : Les Frères Dynamite (Johnny West il mancino) de Gianfranco Parolini : Jeff
- 1966 : Gringo joue sur le rouge (7 Dollari sul rosso) d'Alberto Cardone : Bill
- 1966 : Trois Winchester pour Ringo (Tre colpi di Winchester per Ringo) d'Emimmo Salvi : Tom
- 1966 : Le Carnaval des barbouzes (Gern hab' ich die Frauen gekillt) d'Alberto Cardone, Louis Soulanes, Sheldon Reynolds et Robert Lynn : un gangster
- 1966 : Tue et fais ta prière (Requiescant) de Carlo Lizzani : joueur de poker (non crédité)
- 1966 : El Chuncho (Quién sabe?) de Damiano Damiani : Eufemio
- 1967 : Vingt Mille Dollars sur le sept (20.000 dollari sul 7) d'Alberto Cardone : Steel
- 1967 : Django le Taciturne (Bill il taciturno) de Massimo Pupillo : Miguel
- 1967 : Colorado (La resa dei conti) de Sergio Sollima : Mitchell, garde de la prison
- 1967 : Un fusil pour deux colts (Voltati… ti uccido) d'Alfonso Brescia : Vieux Sam
- 1967 : Une minute pour prier, une seconde pour mourir (Un minuto per pregare, un istante per morire) de Franco Giraldi : pistolero avec Kraut
- 1967 : Adiós hombre (Sette pistole per un massacro) de Mario Caiano : shérif
- 1967 : Quand l'heure de la vengeance sonnera (La morte non conta i Dollari) de Riccardo Freda : Bud
- 1968 : Django, prépare ton cercueil ! (Preparati la bara!) de Ferdinando Baldi : membre du gang de Django
- 1968 : L'Évadé de Yuma (Vivo per la tua morte) de Camillo Bazzoni : Bobcat Bates
- 1968 : Le Grand Silence (Il grande Silenzio) de Sergio Corbucci : Walter, chef des hors-la-loi
- 1968 : Il était une fois dans l'Ouest (C'era una volta il West) de Sergio Leone : membre du gang de Franck (non crédité)
- 1968 : Une charogne est née (Carogne si nasce) d'Alfonso Brescia : shérif Brown
- 1968 : Je vends cher ma peau (Vendo cara la pelle) d'Ettore Maria Fizzarotti : Benson
- 1969 : Sabata (Ehi amico… c'è Sabata, hai chiuso!) de Gianfranco Parolini : un homme de main de Stengel
- 1969 : Trois Tombes pour Quintana (Quintana) de Vincenzo Musolino : Rodrigo
- 1969 : Zorro au service de la reine (Zorro alla corte d’Inghilterra) de Franco Montemurro : Francisco Cortez
- 1970 : Les Hommes contre (Uomini contro) de Francesco Rosi : lieutenant dans la tranchée
- 1970 : Django arrive, préparez vos cercueils (C’è Sartana… vendi la pistola e comprati la bara!) de Giuliano Carnimeo : Emiliano
- 1970 : Le Retour d'Ivanhoé (La spada normanna) de Roberto Mauri : Keats
- 1970 : Shango, la pistola infallibile d'Edoardo Mulargia : Bragna
- 1970 : Les Vengeurs de l'Ave Maria (I vendicatori dell'Ave Maria) de Bitto Albertini : le père
- 1971 : Tara Pokì d'Amasi Damiani : Mike
- 1971 : François et le chemin du soleil (Fratello sole, sorella luna) de Franco Zeffirelli[1]
- 1973 : Sentivano… uno strano, eccitante, pericoloso puzzo di dollari d'Italo Alfaro : colonel
- 1973 : Partirono preti, tornarono… curati de Bianco Manini : un révolutionnaire
- 1973 : Simbad le calife de Bagdad (Simbad e il califfo di Bagdad) de Pietro Francisci : Hassem

## Crédit d'auteurs
- (de) Cet article est partiellement ou en totalité issu de l’article de Wikipédia en allemand intitulé « Spartaco Conversi » (voir la liste des auteurs).